# Heinrich Friedrich Gretschel
Heinrich Friedrich Gretschel (* 21. Oktober 1830 in Prietitz bei Elstra; † 2. Februar 1892 in Freiberg) war ein deutscher Mathematiker.

## Leben
Gretschel besuchte ab 1847 die Technische Bildungsanstalt in Dresden, die spätere Technische Universität Dresden. Am 28. April 1851 wurde er an der Universität Leipzig immatrikuliert, wo er bis 1855 Mathematik, Naturwissenschaften und alte Sprachen studierte. Er legte die Prüfung für das höhere Schulamt mit ausgezeichnetem Erfolg ab und arbeitete anschließend als Lehrer in Leipzig.
Am 2. Januar 1873 wurde er von der Philosophischen Fakultät der Universität Leipzig mit einer mathematischen Dissertation promoviert. Gretschel war ein universell gebildeter Wissenschaftler. Er verfasste Bücher über Meteorologie, Physik, Chemie, Astronomie, Geometrie und Kartographie, arbeitete über Geigen- und Bogenmacherkunst, und verfasstes zusammen mit Julius Blüthner ein Werk über den Pianoforte-Bau, das auch nach seinem Tod noch in mehreren Auflagen erschienen ist.
1872 wurde er zum Professor für Mathematik und Darstellende Geometrie an der Bergakademie Freiberg berufen. Dieses Amt übte er bis zu seinem Tod aus. Seine damaligen Lehraufgaben gingen weit über die Mathematik im heutigen Verständnis hinaus. Gretschel trug den Titel eines Bergrats. 1875–1880, 1881–1883 und 1886–1889 gehörte er dem Bergakademischen Senat an. Sein Grab befindet sich auf dem Freiberger Donatsfriedhof.

## Werke (Auswahl)
- Katechismus der Physik. Weber, Leipzig 1865 (Digitalisat)
- Katechismus der Meteorologie. Weber, Leipzig 1867
- Lehrbuch zur Einführung in die organische Geometrie. Verlag von Quandt & Händel, Leipzig 1868 (Digitalisat)
- Lehrbuch des Pianoforte-Baues. (zusammen mit Julius Blüthner), Voigt, Weimar 1872
- Lehrbuch der Karten-Projektion. Enthaltend eine Anweisung zur Zeichnung der Netze für die verschiedensten Arten von Land- und Himmelskarten. Voigt, Weimar 1873
- Lexikon der Astronomie. Das Gesamte der Himmelskunde mit Berücksichtigung der astronomischen Instrumente, der Zeitrechnung und der hervorragendsten Astronomen. Bibliographisches Institut, Leipzig 1882 (Digitalisat)